# Johann Sigismund Elsholtz

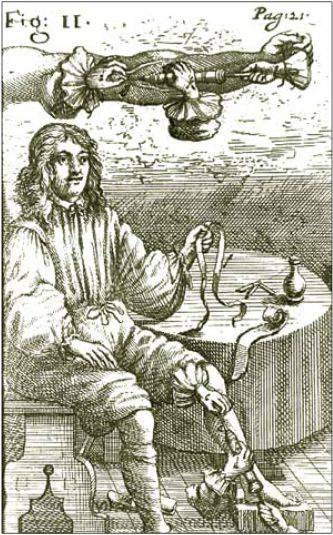
Iniezione endovenosa, in Clysmatica nova, 1667.

Johann Sigismund Elsholtz o Elßholtz (Francoforte sull'Oder, 26 agosto 1623 – Berlino, 28 febbraio 1688) è stato un medico e naturalista tedesco.

## Primi anni e formazione
Studiò presso le università di Wittenberg, Königsberg e Padova, dove nel 1653 conseguì il dottorato di ricerca.
Fu botanico di corte, alchimista e medico del Principe Elettore Federico Guglielmo I di Brandeburgo (1620-1688), e nel 1657 fu incaricato dei Giardini botanici di Friedrich Wilhelm a Berlino, Potsdam e Oranienburg.
Nel 1654 pubblicò la sua tesi di laurea: Anthropometria, un primo studio di antropometria. Questo trattato fu scritto a beneficio di artisti e astrologi, oltre che di studenti di medicina e fisiologia. In esso, Elsholtz esaminò le relazioni tra le proporzioni del corpo umano e l'insorgenza di malattie.
Fu un pioniere nei campi dell'igiene personale e della nutrizione, e nei suoi scritti sulla salute olistica, sottolineò l'importanza dell'aria pulita e dell'acqua, di cibi e bevande sani, nonché della pulizia personale. Nella sua opera del 1667 Clysmatica nova, studiò le possibilità dell'iniezione endovenosa. Condusse le prime ricerche sulla trasfusione di sangue e sulla “terapia di infusione” e ipotizzò che un coniuge con una “natura malinconica” potesse essere rivitalizzato dal sangue del suo “vivace partner”, creando così un matrimonio armonioso.

## Pubblicazioni

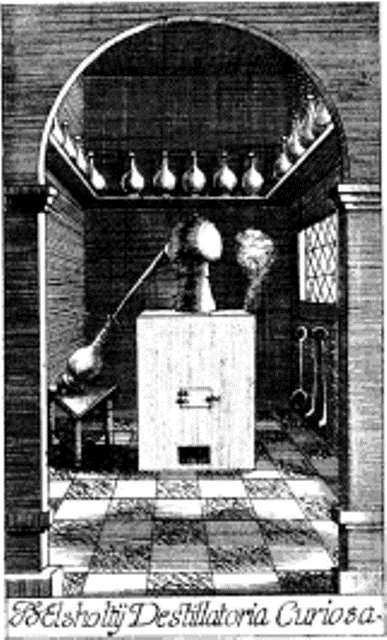
Frontespizio di “Destillatoria Curiosa”, 1674

- (LA) Anthropometria, sive De mutua membrorum corporis humani proportione. Accessit doctrina naevorum […], Edizione online Francoforte, Battista Pasquati, tipografo, 1654  [1663].
- (LA, DE) Felix Mundt, Marcel Humar (a cura di), Hortus Berolinensis, in Johann Sigismund Elsholtz: Hortus Berolinensis. Der Berliner Lustgarten, vol. 1, 1ª ed., Weimar, Prima stampa: Thomas Fischbacher, Thomas Fink, 2010  [1657 (manoscritto)], ISBN 978-3897396906., ISBN 978-3884622957
- (DE) Plantae singulares horti electoralis Brandenburgici coloniensis, Cölln, 1659/60.
- (DE) Flora marchica, sive catalogus plantarum, quæ partim in hortis Electoralibus Marchiæ Brandenburgicæ primariis, Berolinensi, Aurangiburgico, et Potstamensi excoluntur, partim sua sponte passim proveniunt, Berolini, ex officina Rungiana. A spese di Danielis Reichelii, 1663.
- (DE) Historia Steatomatis resecti et feliciter sanati, Colonia, Schulze, 1666.
- (DE) Clysmatica Nova, 2, per esteso sotto il titolo: Clysmatica nova sive ratio qua in venam rectam medicamenta immitti possint: addita inaudita sanguinis transfusione, Colonia, Brandenburgo, Ristampa della 2ª ed. ad Hildesheim, editore: Olms, 1966  [1665].
- (DE) Garten-Baw oder Unterricht von der Gärtnerey auff das Clima der Chur-Marck Brandenburg, wie auch der benachbarten teutschen Länder gerichtet: in 6 Büchern abgefasset u. mit nöthigen Figuren gezieret [Garten-Baw o istruzioni dal giardinaggio sul clima del Brandeburgo, così come dei paesi tedeschi vicini: redatto in 6 libri e decorato con le figure necessarie], 1 del 1666; 2ª ed., Cölln, Schultze, 1672 3ª ed. 1684 sotto il titolo Vom Garten-Baw, Berlino/Lipsia/Colonia, ristampa facsimile della 3ª ed., rielaborazione di Harri Günther, Hildesheim: Olms, ISBN 3-487-07978-X.

Un risultato secondario di questo lavoro è stato pubblicato con il titolo:
(DE) Johann Sigmund Elsholtzens Doct. e Sereniss. Elector, Brandenb. Medici Ordinari, Nuova costruzione di giardini, o singolare presentazione di come un giardiniere esperto non solo possa allestire con successo i più bei giardini da giardino, da cucina, da alberi e da fiori del nostro clima ceco, ma anche imparare a coltivare, curare e prevenire danni imminenti a tutti i tipi di fiori, piante e alberi rari, in VI libro, e in questa quarta edizione piuttosto ampliata, Lipsia, Fritsch, 1715. Ospitato su Biblioteca universitaria e statale di Düsseldorf.
Un'altra edizione secondaria è: Artzney-Garten- Und Tisch-Buch, Oder Fortsetzung des Gartenbaws [...]: In VI Bücher verfasset [...] Wobey der Frantzösche Koch, Becker und Consitirer, Francoforte; Lipsia; Berlino; Colonia: Völcker, 1690
- (LA) Destillatoria curiosa, sive ratio ducendi liquores coloratos per alembicum, hactenus si non ignota, certe minus observata atque cognita. Accedunt Utis Udenii et Guerneri Rolfincii Non-entia chymica Berolini, stampato da Rungianis , Rupert Volcheri, 1674.
- (LA) De Phosphoris observationes: quarum priores binæ antea jam editæ tertia vero prima nunc vice prodit, (Volumen tenens dissertationes de Phosphoro privato studio collectas, 3ª ed., Berlino, Georg Schultze, 1681.
- (DE) Diaeteticon: Das ist, Newes Tisch-Buch, Oder Unterricht von Erhaltung guter Gesundheit durch eine ordentliche Diät, und insonderheit durch rechtmäßigen Gebrauch der Speisen, und des Geträncks [Diaeteticon: Questo è il Nuovo Libro da Tavola, o Istruzioni per Mantenere una Buona Salute attraverso una Dieta Ordinata, e in Particolare attraverso un Uso Corretto di Cibi e Bevande.], Ristampa con postfazione di Manfred Lemmer, Edition Leipzig, DDR. Rilascio della licenza per la casa editrice Dr. Richter GmbH, Múnich, 1984, Scritto in sei libri [...] e anche decorato con le figure necessarie, Cölln, Georg Schultze, 1682, ISBN 3-923090-28-5.
- (LA) De phosphoro liquido. observatio, Berlino, 1677.
- (LA) De phosphoris quatuor: observatio, Berlino, Georg Schultze, 1676.

## Onorificenze
- Eponimi
- Genere
- La Elsholtzia è chiamata così in suo onore. Questa specie comprende la specie Elsholtzia ciliata.